# Ademilson Braga Bispo Junior
Ademilson Braga Bispo Junior, auch einfach nur Ademilson (* 9. Januar 1994 in Cubatão), ist ein brasilianischer Fußballspieler.

## Karriere

### Verein
Ademilson erlernte das Fußballspielen in der Jugendmannschaft vom FC São Paulo in São Paulo. Hier unterschrieb er 2012 auch seinen ersten Profivertrag. Mit São Paulo gewann er 2012 die Copa Sudamericana 2012 (sechs Spiele, ein Tor). 2014 wurde er mit dem Klub Vizemeister der Série A. 2015 wechselte er auf Leihbasis nach Japan zu den Yokohama F. Marinos. Für den Club aus Yokohama spielte er 33-mal in der ersten Liga, der J1 League. Direkt im Anschluss wurde er an den ebenfalls in der ersten Liga spielenden Gamba Osaka ausgeliehen. Im gleichen Jahr stand der mit Osaka im Endspiel des J. League Cup. Das Endspiel gegen die Urawa Red Diamonds verlor man im Elfmeterschießen. Nach Ausleihende wurde er Anfang 2017 von Osaka fest verpflichtet. Für Gamba absolvierte er 121 Ligaspiele. 2021 zog es ihn nach China, wo er einen Vertrag beim Zweitligisten Wuhan Three Towns FC in Wuhan unterschrieb. Am Ende der Saison wurde er mit dem Klub Meister und stieg in die erste Liga auf. 2022 gewann er mit dem Verein die chinesische Meisterschaft. Nach insgesamt 64 Ligaspielen kehrte er im September 2023 nach Japan zurück. Hier unterschrieb er einen Vertrag beim Zweitligisten FC Machida Zelvia. Am Ende der Saison 2023 feierte er mit Machida die Zweitligameisterschaft sowie den Aufstieg in die erste Liga.

### Nationalmannschaft
Ademilson spielte für die U17, U20 und U23-Nationalmannschaft. Mit der U17 nahm er an der U-17-Fußball-Weltmeisterschaft 2011 in Mexiko teil. Im Spiel um Platz 3 verlor man gegen Deutschland mit 4:3.

## Erfolge
São Paulo FC
- Copa Sudamericana: 2012
- Brasilianischer Vizemeister: 2014

Gamba Osaka
- Japanischer Ligapokalfinalist: 2016

Wuhan Three Towns FC
- Chinesischer Meister: 2022
- Chinesischer Zweitligameister: 2021  ▲

FC Machida Zelvia
- Japanischer Zweitligameister: 2023  ▲